# Бакумівка (Броварський район)
Баку́мівка (з 1920-х до 18 лютого 2016 року — Червоноармійське) — село у Броварському районі Київської області. Входить до складу Баришівської селищної громади. Засноване у другій половині XVII століття під назвою Бакумівка. У 1920-х—2016 роках — Червоноармійське.

## Історія
Бакумівка була заснована близько 1667 року, коли переяславський полковник Родіон Дмитрашко поселився у Баришівці та став потребувати власного «хозяйственного хутора». Тоді він і заснував в лісах між річками Березанкою й Сухоберезицею хутір Бакумівку. Через деякий час Бакумівський маєток був обнесений валом і ровом та став родовим гніздом Дмитрашків. Зокрема, Бакумівка стала центром місцевих володінь Дмитрашка, що охоплювали Семенівку, Березань, Недру, Паришків, Лук'янівку, Великий та Малий Крупіль, Войкове, Пилипче, Ярешки, Лехнівку, Малу Березанку та Лукаші.

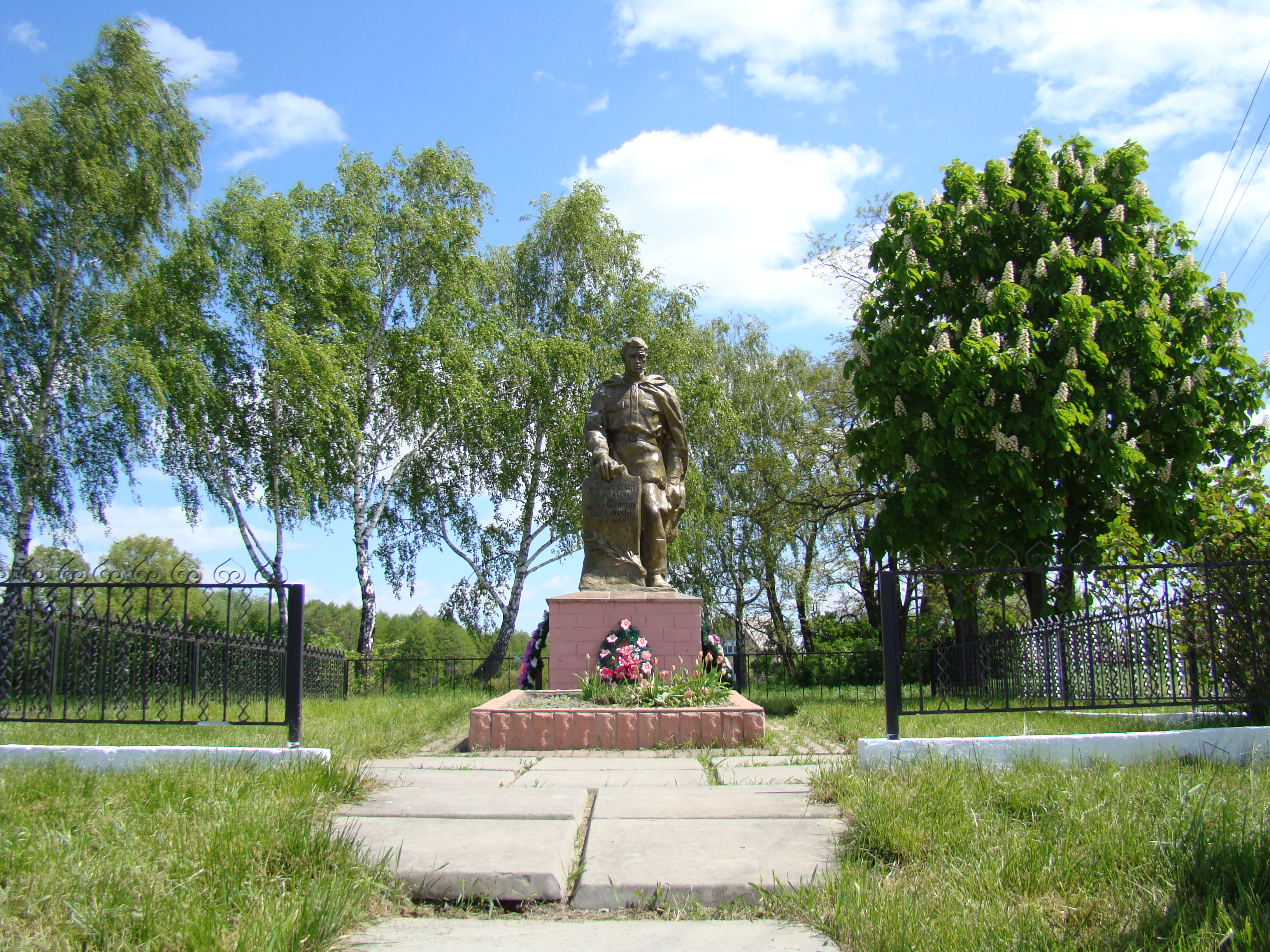
Братська могила воїнів Радянської Армії, які загинули в роки Великої Вітчизняної війни

На початку 1690-х років Родіон Дмитрашко спорудив у Бакумівці церкву, що існувала до кінця XIX століття. На початку XX століття нащадками Дмитрашка було побудовано цегельний цех, що працював до кінця століття.
1910 року - селище Березанської волості Переяславського повіту Полтавської губернії, 22 господарства, 216 мешканців разом з найманими робітниками.
2015 року збудовано нову церкву. Є пам'ятник радянським солдатам, полеглим у боях біля хутора Бакумівка.

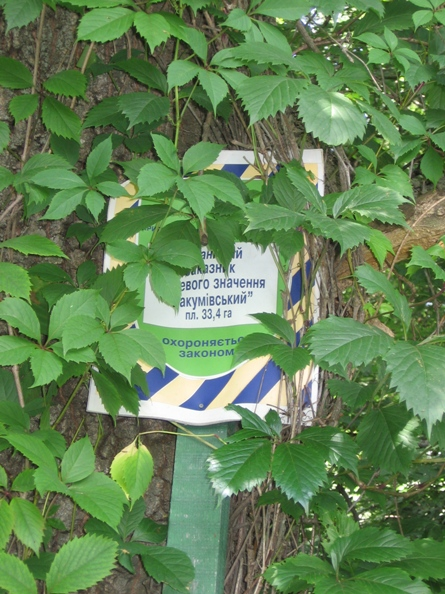
Ботанічний заказник місцевого значення “Бакумівський”

У 1920-х—2016 роках мало назву Червоноармійське. 4 лютого 2016 року селу було повернуто історичну назву Бакумівка (постанова набула чинності 18 лютого 2016 року).
Населення — 46 осіб.
Неподалік села знаходиться ботанічний заказник місцевого значення "Бакумівський".

## Населення
Згідно з переписом УРСР 1989 року чисельність наявного населення села становила 83 особи, з яких 34 чоловіки та 49 жінок.
За переписом населення України 2001 року в селі мешкало 46 осіб. 100 % населення вказало своєю рідною мовою українську мову.